# Robin Kölle
Robin Kölle (* 17. Februar 2001 in Braunschweig) ist ein deutscher Fußballspieler. Der Abwehrspieler steht seit 2025 beim SV Drochtersen/Assel unter Vertrag.

## Sportlicher Werdegang
Kölle begann ebenso wie sein anderthalb Jahre älterer Bruder Niklas mit dem Vereinsfußball bei der TuS Ehra-Lessien und spielte später vier Jahre lang in der Jugend beim VfL Wolfsburg. Dort rückte er in den Fokus des DFB und spielte unter Michael Prus in der deutschen U-15- und deutschen U-16-Nationalmannschaft. Bei der U-17-Europameisterschaft 2018 stand er im Kader, kam aber beim Ausscheiden am Ende der Gruppenphase in der deutschen U-17-Auswahl nicht zum Einsatz. In der A-Junioren-Bundesliga-Spielzeit 2018/19 gewann er mit den Wolfsburgern die Nord/Nordost-Staffel, ehe im Halbfinale nach einem 0:0-Auswärts- und 1:1-Heimunentschieden im Duell gegen den VfB Stuttgart aufgrund der Auswärtstorregel das Aus kam. Im Sommer 2019 wechselte der Teenager zum 1. FC Kaiserslautern, bei dem er ein Jahr später aus der U-19-Mannschaft, die er als Mannschaftskapitän aufs Spielfeld geführt hatte, in die in der fünftklassigen Oberliga Rheinland-Pfalz/Saar antretende Reservemannschaft aufrückte. Zum Auftakt der Spielzeit 2020/21 schwankte er zwischen Startelf und Ersatzbank, ehe er nach einer Knieverletzung pausieren musste und die Spielzeit im Herbst aufgrund der Auswirkungen der COVID-19-Pandemie in Deutschland vorzeitig abgebrochen wurde.
Im Juli 2021 schloss sich Kölle mit einem Ein-Jahres-Vertrag ausgestattet dem VfB Lübeck an, der nach dem Abstieg aus der 3. Liga einen Umbruch erlebte. Zwar zeitweise im Herbst des Jahres mit einem Bänderriss ausfallend, etablierte er sich als Leistungsträger und verlängerte im März nach Ende der regulären Spielzeit seinen Vertrag vorzeitig bis 2024. In der Regionalliga-Nord-Spielzeit 2022/23 bestritt er 34 der 36 Saisonspiele und war eine der Stützen beim Gewinn der Meisterschaft, die den Wiederaufstieg in die 3. Liga bedeutete. In einem Testspiel zur Vorbereitung auf die Drittligasaison 2023/24 gegen den VfL Osnabrück verletzte sich Kölle im Sommer 2023 schwer. Letztlich fiel er nahezu die komplette Spielzeit aus und konnte im Abstiegskampf nicht helfen. Am drittletzten Spieltag – der Wiederabstieg in die Regionalliga stand zu diesem Zeitpunkt bereits vorzeitig fest – stand er beim 5:3-Erfolg gegen den MSV Duisburg erstmals im Spieltagskader, Jens Martens verhalf ihm bei der 1:6-Niederlage am folgenden Spieltag im Auswärtsspiel beim FC Ingolstadt 04 als Einwechselspieler für Marius Hauptmann zu seinem Profidebüt. Nach Saisonende verlängerte er seinen auslaufenden Kontrakt um eine weitere Spielzeit. Unter Neu-Trainer Guerino Capretti war er in der vierten Liga zunächst Stammspieler, rückte aber nach einer Serie siegloser Spiele, in deren Folge der Klub in die zweite Tabellenhälfte abrutschte, zeitweise ins zweite Glied und kam vornehmlich als Einwechselspieler zu regelmäßigen Spieleinsätzen. Letztlich bestritt er 29 Saisonspiele, als der Klub den siebten Tabellenplatz belegte.
Zur Saison 2025/26 wechselte Kölle nach Auslaufen seines Vertrags in Lübeck ablösefrei innerhalb der Regionalliga Nord zum SV Drochtersen/Assel.

## Titel
- Meister der Regionalliga Nord und Aufstieg in die 3. Liga: 2023 (VfB Lübeck)
- Schleswig-holsteinischer Pokalsieger (2): 2023, 2025 (beide VfB Lübeck)